# Mediante (matemáticas)
En matemáticas, el mediante de dos fracciones
{\displaystyle {\frac {a}{c}}} y {\displaystyle {\frac {b}{d}}}
(con c > 0, d > 0) es
{\displaystyle {\frac {a+b}{c+d}}}
El numerador y el denominador de la fracción mediante son la suma de los numeradores y los denominadores de las fracciones dadas, respectivamente.
El árbol de Stern-Brocot enumera todos los números racionales positivos, representados por su fracción irreducible, mediante la computación iterativa de la mediante de acuerdo con un algoritmo simple.[cita requerida]